# Charops cariniceps
Charops cariniceps är en stekelart som beskrevs av Cameron 1906. Charops cariniceps ingår i släktet Charops och familjen brokparasitsteklar. Inga underarter finns listade i Catalogue of Life.